# Bruinkapbaardkoekoek
De bruinkapbaardkoekoek (Bucco macrodactylus) is een vogel uit de familie Bucconidae (baardkoekoeken).

## Verspreiding en leefgebied
Deze soort komt voor in het westelijk en centrale Amazonebekken van zuidoostelijk Colombia tot Venezuela, noordelijk Bolivia en westelijk Brazilië.

## Status
De grootte van de populatie is niet gekwantificeerd maar de soort wordt omschreven als tamelijk algemeen. Op de Rode lijst van de IUCN heeft deze soort de status niet bedreigd.